# Cameralismo
El cameralismo fue una corriente del mercantilismo que existió principalmente en Alemania durante los siglos XVII y XVIII. Al igual que el colbertismo, que existió en Francia en esas épocas, se la considera sobre todo un conjunto de prácticas o políticas más que una teoría económica propiamente. Sin embargo, el cameralismo llegó a constituir una disciplina académica, con un contenido teórico e ideológico más formal que otras versiones del mercantilismo.

## Orígenes y significado del término
El término se origina en el vocablo alemán "Kammer" ( cámara, pieza o habitación) refiriéndose a los cuartos en los cuales se realizaban reuniones para discutir los asuntos tanto comerciales como de gobierno. La palabra se usó también para referirse a la sala en la cual se guardaba el tesoro del Estado; el administrador de las finanzas reales recibía el título de "camerarious". Así, "cameralismo" adquirió una connotación relacionada con las finanzas públicas.
A partir de lo anterior, el concepto llegó a ser considerado una disciplina. En alemán, aún estos días se usa el término "Kameralwissenschaft " (literalmente: ciencia de la cámara o ciencias camerales) para referirse a la "Administración del Estado" (ver entrada Kameralwissenschaft en la wiki alemana).
Bajo ese nombre se establecieron estudios en algunas universidades, en Estrasburgo, por ejemplo, tan temprano como en 1500. Consecuentemente, los "cameralistas" predominaban entre los consejeros y altos funcionarios de los principados alemanes durante la Guerra de los Treinta Años. Posteriormente, Federico Guillermo I de Prusia instituyó en 1721 cátedras de "cameralismo" en las Universidades de Halle (Sajonia-Anhalt) y Fráncfort del Óder, con la intención de que se enseñaran las prácticas de la buena administración del Estado.
Las prácticas o aproximaciones del cameralismo fueron formalizadas en 1762 por el austriaco Johann Mathias Puechberg. Sin embargo, el catedrático cameralista más conocido fue Johann Heinrich Gottlob von Justi. Y en Italia Cesare Beccaria fue nombrado (1769) a la cátedra de "Ciencia Cameral" en lo que era, en aquellas fechas, la institución de educación superior por excelencia en Milán: la Escuela Palatina.
En ese sentido, el cameralismo llegó a constituir el esquema educativo de los funcionarios públicos alemanes, especialmente los de altos grados. Así, el cameralismo es percibido como el antecesor de los estudios modernos de administración pública.

## Características y evolución del cameralismo
El cameralismo, como disciplina, empezó simplemente como una política dedicada a fortalecer las finanzas reales. Desde este punto de vista, la asunción era que la única medida de interés de la riqueza de un país era la cantidad de impuestos que era posible recaudar. Sobre esa base se empezaron a buscar políticas que promovieran las actividades económicas de los diferentes principados alemanes de la época y a obstaculizar las "importaciones" (que en esa época y a diferencia de los imperios inglés, francés o español- no significaba importaciones desde otros países, sino más bien de otras regiones alemanas). Al mismo tiempo, se empezaron a desarrollar sistemas que permitieran la recaudación efectiva de impuestos y tributos, etc. Durante este periodo, y en común con el mercantilismo, la finalidad explícita de las políticas y prácticas fiscales era el fortalecimiento del Estado, que se veía como personificado en la persona del monarca.
Posteriormente, y bajo la influencia de la Ilustración esa percepción empezó a ser modificada. A pesar de que el poder de los monarcas llegó a ser absoluto, con la Ilustración aparece el concepto del monarca ilustrado, cuya función era, especialmente en Alemania, traer progreso y bienestar social y económico a su pueblo, con la asesoría de sus funcionarios, por medio de reformas, estableciendo así las bases para un sistema de administración cuyo objetivo deja de ser solo el interés del monarca y es complementado por la llamada utilidad pública (ver Interés público). Es en este periodo que el cameralismo se implementó como disciplina casi académica, con estudios formales.
En la medida en que los monarcas asumen como su responsabilidad la dirección económica general y la responsabilidad de asegurar el bienestar de sus sujetos, se ven obligados a expandir sus ámbitos de acción, necesitan no solo incrementar las capacidades productivas, mejorar técnicas y adaptar prácticas de contabilidad y presupuestarias, sino también encontrar maneras de implementar una nueva, revolucionaria, actividad estatal: esa encaminada a asegurar la felicidad y prosperidad de sus habitantes hasta donde fuera posible.
De acuerdo con varios escritores esos estudios "cameralísticos" incluían las áreas de "Cameralismo" (o administración, especialmente lo que después fue llamado Administración pública), "Oeconomie" (o Finanzas) y "Polizei" (definido por Adam Smith como: "policía es la segunda división general de la jurisprudencia. El nombre es francés y originalmente deriva del griego politeia, que propiamente significaba la acción o política de "seguridad pública" práctica del gobierno, esto es: salubridad, seguridad y economía".-)
Sin embargo, y como ha destacado Schumpeter, en el terreno ideológico los escritos de los cameralistas no son textos académicos o incluso manuales para hombres de negocio propiamente dichos, sino más bien escritos de un funcionario a otro. En las palabras de Guerrero Orozco: "Las ciencias camerales tampoco forman parte de sistemas filosóficos, no especulan, ni sus principios son los de la contemplación... Todavía no adquieren el estatuto de disciplinas científicas, en el sentido moderno del término; son aún disciplinas instrumentales, vehículos de acción." Y: "tampoco están preñadas de puro pragmatismo, no son mero arte gerencial. Son disciplinas académicas susceptibles de ser enseñadas por medio de la cátedra" (op cit). "Los cameralistas fueron en parte economistas, en parte científicos políticos, en parte administradores públicos y en parte abogados. Se aproximaban a sus áreas de estudio de una manera que utilizaba todas esas habilidades y competencias".
En la obra del Doctor Omar Guerrero, conspicuo profesor de Administración Pública en la Universidad Nacional Autónoma de México,  explica lo siguiente:
El cameralismo es el movimiento político emprendido por los funcionarios públicos germanos para conocer, instrumentar y sostener la afirmación del Estado absolutista frente a otras entidades políticas. Es, asimismo, un movimiento intelectual organizado en actividades académicas que culminan en la creación de ciencias prácticas de la administración, las ciencias camerales.
Antes de entrar al examen de las ciencias camerales, que son el objeto de esta disertación, debemos abundar un poco más sobre el significado del cameralismo. Pondremos énfasis en que el cameralismo es un movimiento político e intelectual emprendido, desarrollado y consolidado por administradores públicos prácticos, por hombres de Estado formados empíricamente que, sin embargo, tomaron conciencia de la necesidad de establecer criterios pedagógicos para facilitar la continuidad histórica del cameralismo. Estamos, por tanto, ante el hecho histórico único de un encadenamiento intergeneracional de administradores del Estado absolutista en una escuela de pensamiento establecida, reconocida, institucionalizada. El cameralismo es, como bien se ha dicho, la doctrina administrativa por excelencia del Estado absolutista.
Por otra parte, la culminación de la aproximación del cameralismo se encuentra en las propuestas de Lorenz von Stein, propuestas que son consideradas al mismo tiempo como su superación -ver Ferraro A y Ajenjo N, op cit- . Stein concibe explícitamente el Estado como una entidad autónoma general, diferente tanto de la persona del monarca individual como de cualquier otro individuo o agrupación particular de ciudadanos. Para von Stein, el Estado consiste en dos componentes centrales que se deben complementar: la Constitución y la Administración -este último término en un sentido general. Así, por ejemplo, la libertad y bienestar que la constitución establece deben ser implementadas también al nivel práctico por el brazo administrativo. Lo que significa que debe haber una "administración social" que permita a los individuos ejercer esos derechos y gozar en realidad de esas garantías que la constitución promete. "Para Stein, el Estado tiene que garantizar la libertad del individuo no solamente contra las amenazas de otros individuos o de los propios agentes públicos, sino también contra la arbitrariedad de los desarrollos socioeconómicos." (Véase también, Estado Social)

## Citas y referencias
1. ↑   Por ejemplo: Ferraro A y Ajenjo N (A Positive Ethics for Public Administration. Altruism, Self-Interest and the Concept of the State (enlace roto disponible en Internet Archive; véase el historial, la primera versión y la última)., p. 14) aducen: Lorenz von Stein es el autor que culmina y también supera la tradición de estudios “cameralistas” alemanes y los estudios franceses de “policía” desarrollados durante los siglos XVII y XVIII. Este tipo de estudios, al servicio de las monarquías ilustradas en ambos países, consistían en un conjunto relativamente poco sistemático de conocimientos principalmente prácticos y con algunas reflexiones teóricas, que iban desde la economía a la agricultura, pasando por el derecho y la minería. En otras palabras, todo lo que pudiera resultar relevante para la administración de una monarquía centralizada ".
2. ↑   Guillaume Garner, État, économie, territoire en Allemagne. L'espace dans le caméralisme et l'économie politique, 1740-1820, Éditions de l'École des hautes études en sciences sociales, 2006.
3. ↑   Johann Matthias Puechberg: Einleitung zu einem verbesserten Kameral-Rechnungsfuße, auf die Verwaltung einer Kameral-Herrschaft angewandt. 1762. Zitiert in: Reinbert Schauer: Rechnungswesen in öffentlichen Verwaltungen. 2007 Verlag Linde, Wien: S. 19.
4. ↑   ver, por ejemplo: The beginnings of political economy. von Justi, Johann Heinrich Gottlob - Jürgen Georg Backhaus. (Ed) Lugar y fecha de edición: New York 2008 Editorial: Springer Gmbh & Co. Idioma: Inglés ISBN(13): 9780387097787
5. ↑   Omar Guerrero Orozco escribe: "Los principados germánicos están organizados con base en lo que entonces se llamaba Estado de policía, un tipo de Estado absolutista cuyo arreglo institucional tiene como base las relaciones entre el príncipe y los súbditos como relación de dominio (Véase: Otto Mayer, Derecho administrativo alemán, tomo 1, pp. 45-66) Estos vínculos de dominio, sin embargo, tienen la peculiaridad de descansar en una especie de contrato en el cual los súbditos se comprometen a obedecer, en tanto que el príncipe lo hace para proveerles de prosperidad. La clave de la relación radica en que, para satisfacer las necesidades de la población, al príncipe se le ha dotado de atribuciones para realizar, sin límites, todo lo que sea necesario al respecto. Dicho de otro modo, el poder principesco es ilimitado en este sentido." LAS CIENCIAS CAMERALES (enlace roto disponible en Internet Archive; véase el historial, la primera versión y la última).
6. ↑   ver, por ejemplo: David F. Lindenfeld , The Practical Imagination: The German Sciences of State in the Nineteenth Century, 1997
7. ↑   Smith, Adam. Lectures on Justice, Police, Revenue and Arms. Oxford, Claremons Press, 1896, pp. 154-156. Citado por Omar Guerrero Orozco en LA CIENCIA DE LA ADMINISTRACIÓN EN LAS CIENCIAS SOCIALES (enlace roto disponible en Internet Archive; véase el historial, la primera versión y la última).
8. ↑   Schumpeter, Joseph. Historia del Análisis Económico. México, Fondo de Cultura Económica. 1984.
9. ↑   Richard E. Wagner: The Cameralists: Fertile Sources for a New Science of Public Finance (enlace roto disponible en Internet Archive; véase el historial, la primera versión y la última)..
10. ↑   Ferraro A y Ajenjo N ( A Positive Ethics for Public Administration. Altruism, Self-Interest and the Concept of the State (enlace roto disponible en Internet Archive; véase el historial, la primera versión y la última).,

## Obras escritas por cameralistas
- Puechberg, Johann Matthias: Einleitung zu einem verbesserten Kameral-Rechnungsfuße, auf die Verwaltung einer Kameral-Herrschaft angewandt. 1762. Zitiert in: Reinbert Schauer: Rechnungswesen in öffentlichen Verwaltungen. 2007 Verlag Linde, Wien: S. 19.

- Von Justi, Johann Heinrich Gottlob
  - Staatswirtschaftliche oder systematische Abhandlung aller ökonomischen und Cameralwissenschaft, 2 volúmenes, (1755)
  - Grundsätze der Polizeywissenschaft, (1756)
  - System des Finanzwesens, (1766)

- Beccaria, Cesare: Elementi di economía pubblica (1804)

- Von Stein, Lorenz : varias, por ejemplo: Handbuch der Verwaltungslehre, Stuttgart, 1870; tercera edición, 1889, 3 volúmenes.